# Wiesław Krajewski (żołnierz AK)

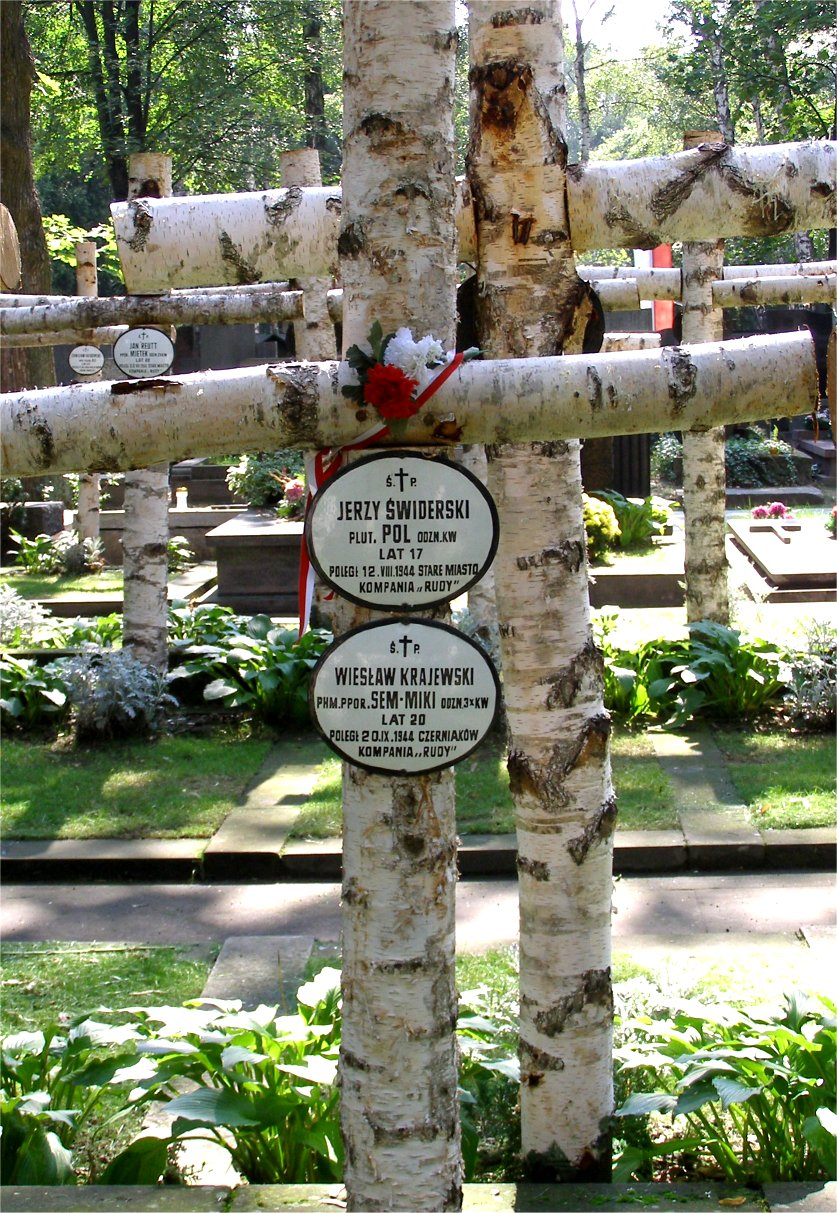
Mogiła na Powązkach

Wiesław Krajewski ps. Sem, Miki (ur. 6 listopada 1923 w Warszawie, zm. 20 września 1944 tamże) – podharcmistrz, podporucznik, uczestnik powstania warszawskiego jako żołnierz 2. kompanii „Rudy”  II plutonu „Alek” batalionu „Zośka” Armii Krajowej.

## Życiorys
Przed wojną był uczniem I Państwowego Gimnazjum i Liceum im. Stefana Batorego w Warszawie. W czasie okupacji niemieckiej w konspiracji. 26 marca 1943 uczestniczył w akcji pod Arsenałem (w grupie „Atak”).
Poległ 20 września 1944 w walkach powstańczych w rejonie ul. Wilanowskiej 5 na Górnym Czerniakowie. Miał 20 lat. 
Został trzykrotnie odznaczony Krzyżem Walecznych. Pochowany wraz z plutonowym Jerzym Świderskim w kwaterach żołnierzy i sanitariuszek batalionu „Zośka” na Wojskowych Cmentarzu Wojskowym w Warszawie (kwatera A20-3-14).